# Not A Single Doubt
Not A Single Doubt, född 1 oktober 2001 i Kentucky, död 27 juni 2022, var ett australiskfött engelskt fullblod, mest känd för att ha blivit far till över 70 olika stakesvinnare.

## Bakgrund
Not A Single Doubt var en brun hingst efter Redoute's Choice och under Singles Bar (efter Rory's Jester). Han föddes upp av Arrowleave Joint Venture och ägdes av Arrowfield Pastoral, R S & O Finemore, Planette Thoroughbreds, Belford Productions, Teeley Assets. Han tränades under sin tävlingskarriär av Graeme Rogerson (2003-2004) och av Tony Vasil (2005).
Not A Single Doubt tävlade mellan 2003 och 2005, och sprang in 392 000 australiska dollar på 10 starter, varav 4 segrar och 2 andraplatser. Han tog karriärens största segrar i Canonbury Stakes (2003) och Zeditave Stakes (2005).

## Som avelshingst
Efter tävlingskarriären stallades Not A Single Doubt upp vid Arrowfield Stud. Han pensionerades från avelsverksamhet 2020 på grund av lungsjukdom. Han avlivades den 27 juni 2022 på grund av fortsatt lungsjukdom.